# Счастлив с девушкой
«Счастлив с девушкой» (англ. Girl Happy, буквально «Без ума от девчонок», «Счастлив, когда [какая-нибудь] девушка рядом») — музыкальная романтическая комедия 1965 года. Премьера фильма состоялась 14 апреля 1965 года.

## Сюжет
Расти Уэллс (Элвис Пресли) и его музыкальная группа оставляют ночной клуб, где они работают во время каникул в Форт-Лодердейле. Когда чикагский мафиози по прозвищу Большой Фрэнк (Харольд Стоун) нанимает Расти присматривать за его молодой дочерью Валери (Шелли Фабаре) во время её первых самостоятельных каникул во Флориде, молодой человек влюбляется в неё. Теперь ему предстоит завоевать сердце девушки, противостоя ловеласу Романо (Фабрицио Миони), который тоже готов добиваться любви этой девушки…

## В ролях
- Элвис Пресли — Расти Уэллс
- Шелли Фабаре — Валери
- Харольд Стоун — Большой Фрэнк
- Гари Кросби — Энди
- Джоби Бэйкер — Вилбур
- Нита Талбот — Санни Дэйз
- Мэри Энн Мобли — Диена
- Фабрицио Миони — Романо
- Джимми Хоукинс — Док
- Джеки Кугэн — сержант Бенсон
- Питер Брукс[уточнить] — Брентвуд Вон Даргенфилд
- Джон Фидлер — мистер Пенчилл
- Крис Ноэль — Бетси
- Лин Эджингтон — Лаура
- Гэйл Гилмор — Нэнси
- Памела Каррен — Бобби
- Расти Аллен — Линда
- Беверли Адамс — девушка (в титрах не указана)

## Интересные факты
- Фильм «Счастливая девчонка» очень похож на битловский «На помощь!» — хотя уступает по качеству песен. Именно во время съёмок этого фильма состоялась историческая (единственная!) встреча Элвиса и «The Beatles» на его вилле «Бель Эйр» в предместье Лос-Анджелеса[3].
- Песня «The Meanest Girl in Town» была одной из единственных песен, не написанных для этого фильма. Песня была написана специально для «Bill Haley and the Comets» и записана в 1964 году под названием — «Yeah She's Evil»[4].
- «Звонкое» звучание электрической гитары в песне «Do The Clam» исполняется Элвисом на акустической гитаре[4].

## Даты премьер
Даты приведены в соответствии с данными kinopoisk.ru.
- Япония — 7 марта 1965
- США — 7 апреля 1965
- США — 14 апреля 1965
- Швеция — 3 мая 1965
- Дания — 10 мая 1965
- Финляндия — 14 мая 1965
- Австрия — Ноябрь 1965
- ФРГ — 4 февраля 1966
- Франция — 10 августа 1966

## Слоган фильма
«Elvis jumps with the campus crowd to make the beach 'ball' bounce!!!»

### Рецензи наDVD
- Элвис — Голливудская коллекция (Целующиеся кузены/Девушка счастлива/Пощекочи меня/Вали отсюда, Джо/Немного жизни, немного любви/Чарро!) Рецензия Стюарта Гэлбрейта IV на сайте DVD Talk, 11 сентября,2007. (англ.)
- Рецензия Мика Нойса на сайте The DVD Lounge, 8 июля, 2007. (англ.)